# Scuola di polizia (film)
Scuola di polizia (Police Academy) è un film del 1984 diretto da Hugh Wilson. È il primo capitolo del ciclo di film comici Scuola di polizia, riguardante alcuni strani personaggi arruolati in una sgangherata accademia di Polizia statunitense.

## Trama
Nuovi regolamenti permettono pressoché a chiunque di arruolarsi in polizia, senza più limiti quali altezza o peso. Tra le nuove reclute si trovano quindi personaggi stravaganti, come per esempio Larvell Jones, un sedicente medico capace di riprodurre tutti i suoni e i rumori con la bocca; il gigantesco Moses Hightower, un uomo dal fisico di un quarterback che di professione fa il fioraio; Douglas Fackler, un uomo estremamente maldestro che combina sempre pasticci, le cui conseguenze non ricadono però mai su di lui ma sempre sugli altri; George Martin, un aitante dongiovanni fidanzato con molte ragazze che si fa chiamare José Martin e che parla spagnolo per rimorchiarle; Leslie Barbara, un giovane obeso che gestisce un chiosco della Kodak, perennemente maltrattato da un'intera famiglia di prepotenti; Eugene Tackleberry, un fanatico di armi da fuoco e tattiche militari; Kyle Blankes e Chad Copeland, due xenofobi leccapiedi di professione; Karen Thompson, rampolla di una famiglia signorile abituata a vivere nei lussi; la timida ragazza Laverne Hooks e Carey Mahoney, un giovane poco portato al rispetto delle regole che lavora come parcheggiatore. Quest'ultimo ha sempre evitato il carcere perché il padre defunto era un grande amico del capitano Reed, alto ufficiale della polizia locale. All'ennesima bravata di Mahoney, Reed non gliela fa passare liscia e, anziché scagionarlo, gli impone un aut aut: o si arruola in polizia o finisce in galera. Mahoney, pur di evitare la galera, sceglie il male minore: frequentare l'accademia con l'idea di farsi cacciare alla prima occasione utile e fa conoscenza di un variegato gruppo di altri cadetti con i quali stringe amicizia, specie con Jones, e dei quali diventa il leader.
A differenza del paterno Comandante Eric Lassard, il capo degli istruttori, il tenente Thaddeus Harris è un tipo burbero e presuntuoso, che non ha fiducia nelle nuove reclute, tranne che nei cadetti Blankes e Copeland che nomina capisquadra solo perché gradisce il taglio militare dei loro capelli, e cerca con ogni mezzo di costringere molte di loro a tornarsene a casa. Mahoney inizialmente non desidera diventare poliziotto e tenta in ogni modo di farsi cacciare, poiché a causa della sua particolare posizione non gli è concessa la possibilità di ritirarsi, ma quando la bella Karen Thompson, di cui si è invaghito, comincia a mostrarsi aperta con lui, cambia improvvisamente idea, attirandosi ancora più le antipatie di Harris.

Intanto i cadetti organizzano una festa. Harris informa i suoi pupilli Blankes e Copeland di questo party e affida loro il compito di sorvegliare gli altri cadetti e di tenerlo informato circa la loro condotta. I due capisquadra, con la prepotenza, impongono a Leslie Barbara di farsi dire da Mahoney dove si tiene la festa. Quest'ultimo, dopo aver capito che, dietro la richiesta di Leslie, c'è la mano dei due antipatici pupilli di Harris, gli fa dire che il party si tiene al Blue Oyster, un locale frequentato in realtà da motociclisti gay. Quando Blankes e Copeland scoprono di essere stati ingannati, cercano di fuggire, ma vengono circondati e bloccati. Due clienti del locale li afferrano e li costringono a ballare sotto le note di El Bimbo. Alla festa dei cadetti, Carey e Karen si appartano e scambiano il loro primo bacio, mentre Blankes e Copeland, rassegnati, si trovano ancora al Blue Oyster a ballare un lento a strettissimo contatto con i due ballerini. Infuriati per lo scherzo subìto, i due se la prendono con Barbara, minacciandolo di farlo espellere dall'accademia. Per conseguire il loro obiettivo, convincono una prostituta a rimanere in camera di Barbara durante la perquisizione delle camere: il ragazzo, spaventato, chiede aiuto a Mahoney, il quale nasconde la donna nell'anticamera di un palco. In quel preciso istante, arriva Lassard con una delegazione di altri comandanti per la visione di alcune diapositive sulla Scuola e, durante la visione, la prostituta inizia ad applicargli una fellatio. Quando tutto finisce e Lassard fa per andarsene, torna indietro per sapere chi c'era e dal palco spunta Mahoney soddisfatto, al che fa pensare al povero comandante che sia stato lui a fare il "lavoretto". Le settimane passano e gli allievi proseguono l'addestramento, fra errori e progressi. Una notte, Hightower sveglia Mahoney, dicendogli che se non passa l'esame di guida verrà cacciato dalla scuola: a quel punto, impietosito dalla richiesta, quest'ultimo ruba la macchina di Copeland, insegnando all'omone tutti i segreti della guida e infatti la mattina seguente, Hightower supera brillantemente l'esame ma viene comunque cacciato perché Copeland, durante la prova sostenuta da Hooks, le rivolge offese razziste dopo che lei, senza farlo apposta, gli pesta i piedi con le ruote e Hightower, per difendere l'amica, lo ribalta dentro la macchina. In sala mensa, Barbara e Mahoney parlano di quello che è accaduto e proprio in quel momento arrivano Blankes e Copeland, che provocano e sfidano Mahoney a picchiarli per far sì che venga espulso dalla Scuola. Alla fine è Barbara a reagire, colpendo Copeland con il vassoio in pieno volto mentre Mahoney e Blankes si prendono a pugni. Nell'ufficio di Harris, che vuole sapere chi ha colpito per primo, Blankes racconta che è stato Barbara ma Mahoney, per proteggere quest'ultimo, si sacrifica e dice di essere stato lui; Harris, che non aspettava nient'altro, prende per buona la versione di Mahoney e può, dunque, espellerlo dall'Accademia una volta per tutte.
In città scoppia una guerriglia urbana, provocata da un maldestro intervento di Douglas Fackler mentre si trova di pattuglia. Questi getta una mela dal finestrino che colpisce uno scagnozzo in testa, il quale crede che a lanciarla sia stato un uomo con un sacchetto di carta pieno di mele che passeggia tranquillo con un amico: da lì comincia il pandemonio. Gli allievi vengono inviati in supporto agli agenti in servizio - tra essi, opportunamente celato, si infiltra Mahoney, tecnicamente espulso dall'Accademia. Le reclute dovrebbero controllare un'area lontana dalla zona degli scontri, invece - a causa della scarsa memoria di Lassard per i numeri - finiscono in un'area calda della rivolta. Harris viene preso in ostaggio da un malvivente che ha sottratto le armi a Blankes e Copeland e lo trascina sul tetto di un palazzo. Mahoney, per salvare Thompson tenuta sotto tiro dal malvivente, effettua un'azione solitaria, ma viene catturato a sua volta. Fortunatamente Hightower, tornato nel frattempo al suo precedente lavoro di fioraio, fingendo di essere dalla parte del malvivente, con un pugno riesce a renderlo inoffensivo e quindi a salvare Harris e Mahoney. Quest'ultimo e Hightower rientrano così a pieno titolo nella scuola, ricevendo anche una medaglia. Il tutto accade mentre Harris esprime tutto il suo disappunto, specialmente quando Mahoney viene premiato. Mentre quest'ultimo tiene il discorso di ringraziamento, dal palco esce nuovamente la prostituta, la quale gli abbassa la cerniera ed è pronta a fare il "lavoretto", sotto lo sguardo soddisfatto del comandante Lassard.

## Produzione

### Sviluppo
Il produttore Paul Maslansky racconta di aver ricevuto l'idea del film a San Francisco, dove stava girando Uomini veri:
"Una volta mi accorsi di pittoreschi cadetti di polizia addestrati in modo informale da un sergente frustrato. Si trattava di tipi insoliti per essere poliziotti, tra i quali una ragazza che pesava più di un quintale, e un uomo sovrappeso oltre i cinquant'anni. Chiesi di loro al sergente, e lui mi rispose che il sindaco aveva ordinato al suo dipartimento di arruolare cadetti di ogni genere, indipendentemente dai tratti fisici. Continuò dicendo: "Fummo costretti ad assumerli, ma a un certo punto potemmo solo mandarli via".
Maslansky si chiese se un simile addestramento avrebbe funzionato e prodotto ugualmente buoni risultati, e propose ad Alan Ladd Jr. di pagare la realizzazione di un film sull'argomento, ottenendo il suo consenso.
Neal Israel ricevette l'incarico di scrivere la sceneggiatura, con l'aiuto di Pat Proft. Israel disse: "È materia giusta per una commedia di blocco, e forse l'aspetto più degno di nota sono le conseguenze del pasto dei protagonisti nel locale 'Blazing Saddles'. Almeno quattro scene del genere sono in grado di rendere godibile un film commedia adolescenziale, e se sono forti, se ne ricava un blockbuster."
Hugh Wilson ebbe l'incarico di dirigere il film, reduce dal successo di WKRP in Cincinnati, nonostante la scarsa familiarità col genere. In seguito guardò film simili e disse: "L'idea era poco incoraggiante, ma le precedenti esperienze mi hanno fatto capire come sviluppare la pellicola, e così ottenni la possibilità di apportare miglioramenti alla sceneggiatura originale. Tenendo presente che "il divertimento produce guadagno", decisi di rendere lo script più divertente e degno di risate, sminuendo elementi come il sesso gratuito e le critiche alle istituzioni. Ho voluto mandare sul grande schermo elementi comici già reali".
Maslansky disse a Wilson "di rimuovere elementi troppo volgari e violenti, a meno che non fossero necessari, per esempio quelli riguardanti il metabolismo". Wilson ha dichiarato "di aver rimosso per obbligo le scene della doccia, della festa e del rapporto orale, nonostante il tentativo di renderle artistiche". La perdita della borchia dall'auto di Fackler non fu una gag preparata; accadde per caso ed il regista decise di tenerla.
Secondo il Los Angeles Times, "20 importanti elementi comici del film" provengono dalla sceneggiatura originale di Israel e Proft. Israel sostiene che al momento della riscrittura, "il progetto stava per finire in archivio, ma fu recuperato solo grazie alla rielaborazione dei momenti divertenti originari". Alcune scene volgari furono però rimosse, contro il parere del regista.

### Riprese
Il film venne girato principalmente a Toronto, nel tempo relativamente breve di 40 giorni. Vi fu anche un piccolo incidente durante le registrazioni del percorso ad ostacoli, in quanto una delle comparse si ruppe una gamba atterrando al di là di un muro di mattoni. 
Le riprese del bar Blue Oyster furono realizzate nel bar Silver Dollar Room; il bar gay ritornerà in seguito anche in altri film della serie. Le scene presso l'accademia di polizia si svolsero presso l'abbandonato Lakeshore Psychiatric Hospital. Le scene del parcheggio dove inizialmente lavorava Mahoney vennero girate presso Simcoe Place.

### Interpreti
- Il ruolo del comandante Eric Lassard venne inizialmente proposto all'attore Robert Conrad, il quale rigettò però la proposta.
- Per il ruolo di Mahoney vennero inizialmente proposti invece, secondo Entertainment Weekly, Tom Hanks, Michael Keaton e Judge Reinhold.
- Il ruolo del rumorista Jones fu scritto appositamente per Michael Winslow; il suo personaggio non era previsto dal soggetto originale.
- Wilson appare nella scena dove Hightower guida la macchina di Copeland di notte istruito da Mahoney.

## Distribuzione
Il film è stato distribuito nelle sale cinematografiche italiane nell'estate del 1984.

### Data di uscita
Alcune date di uscita internazionali nel corso del 1984 sono state:
- 23 marzo 1984 negli Stati Uniti (Police Academy)[4]
- 5 agosto 1984 in Italia (Scuola di polizia)[5]
- 5 settembre 1984 in Francia (Police Academy)[6]

## Accoglienza

### Incassi
Si è classificato al 7º posto tra i primi 100 film di maggior incasso della stagione cinematografica italiana 1984-1985, mentre negli Stati Uniti si è classificato al 6º posto con un incasso al botteghino di 81.198.894 dollari.

### Critica
Nonostante il successo commerciale e la sua natura comica, la pellicola ha ricevuto anche pareri positivi, soprattutto per aver portato sul grande schermo, in chiave demenziale e dissacratoria, un mondo di istituzioni che per molto tempo sono state tabù e per questo presentate in modo austero e con enfasi evidentemente propagandistiche.

## Seguito
Il film ebbe sei seguiti, per un totale quindi di sette pellicole più una serie animata e una serie televisiva:
- Scuola di polizia 2 - Prima missione (Police Academy 2: Their First Assignment) (1985)
- Scuola di polizia 3 - Tutto da rifare (Police Academy 3: Back in Training) (1986)
- Scuola di polizia 4 - Cittadini in... guardia (Police Academy 4: Citizens on Patrol) (1987)
- Scuola di polizia 5 - Destinazione Miami (Police Academy 5: Assignment: Miami Beach) (1988)
- Scuola di polizia 6 - La città è assediata (Police Academy 6: City Under Siege) (1989)
- Scuola di polizia 7 - Missione a Mosca (Police Academy 7: Mission to Moscow) (1994)